# Televiziune terestră

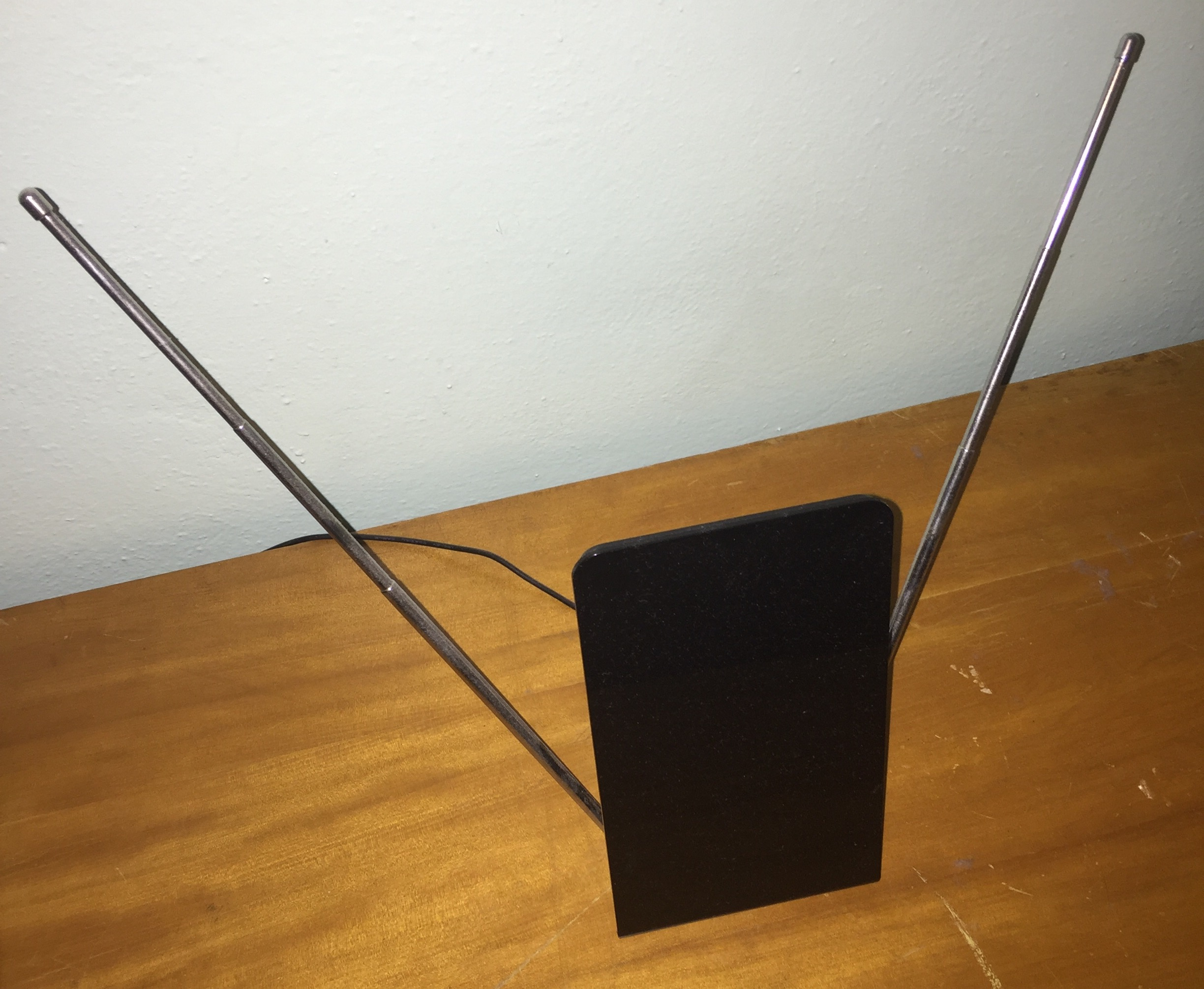
Antena „urechi de iepure” interioară folosită adesea pentru recepția televiziunii terestre

Televiziunea terestră (în engleză: terrestrial television sau over-the-air television) este un tip de emisie de televiziune în care semnalul de televiziune este transmis prin unde radio de la emițătorul terestru (pe Terra) al unei stații de televiziune la un receptor TV care are o antenă. Termenul terestru este mai frecvent în Europa și America Latină, în timp ce în Statele Unite se numește difuzare sau televiziune peste aer (OTA). Termenul „terestru” este folosit pentru a distinge acest tip de tehnologiile mai noi ale televiziunii prin satelit (transmisie directă prin satelit sau televiziune DBS), în care semnalul de televiziune este transmis către receptor de la un satelit aerian, televiziune prin cablu, în care semnalul este transportat la receptor printr-un cablu și televiziune Internet Protocol, în care semnalul este primit printr-un flux de internet sau pe o rețea care utilizează protocolul Internet. Posturile de televiziune terestre difuzează pe canalele de televiziune cu frecvențe cuprinse între aproximativ 52 și 600 MHz în benzile VHF și UHF. Deoarece undele radio din aceste benzi călătoresc după linia vederii, recepția este limitată de orizontul vizual la distanțe de 40–60 mile (64–97 km).

## Legături externe
- TVRadioWorld TV stations directory
- W9WI.com (Terrestrial repeater and TV hobbyist information)
- TV Coverage maps and Signal Analysis